# Madiea Ghafoor
Madiea Ghafoor (Amsterdam, 9 settembre 1992) è una velocista olandese di origini pakistane del popolo dei beluci.

## Carriera
Ghafoor si avvicina all'atletica leggera all'età di 13 anni. Partecipa alla prima manifestazione internazionale nel 2011, conquistando la medaglia di bronzo agli Europei juniores tenuti a Tallinn.

### L'arresto e la condanna per traffico di sostanze stupefacenti
Nel giugno 2019, è stata fermata dalla polizia ad Elten, nei pressi del confine tra Paesi Bassi e Germania, mentre stava trasportando nel bagagliaio della propria automobile 50 chilogrammi di ecstasy, due chilogrammi di metanfetamine e 11 950 Euro in contanti. Il valore delle sostanze stupefacenti è stato stimato in oltre due milioni di Euro.
Il 5 novembre 2019 il Tribunale di Kleve la ha condannata alla pena di otto anni e mezzo di reclusione per possesso e traffico di droga. Nel corso del processo, per tentare di escludere la condanna per traffico di narcotici, l'atleta si è difesa sostenendo di assumere sostanze dopanti per migliorare il proprio rendimento sportivo. L'atleta non ha spiegato ai giudici chi le avesse procurato le sostanze né a chi fossero destinate.

## Palmarès
| Anno | Manifestazione   | Sede           | Evento      | Risultato  | Prestazione | Note             |
| ---- | ---------------- | -------------- | ----------- | ---------- | ----------- | ---------------- |
| 2011 | Europei juniores | Tallinn        | 400 m piani | Bronzo     | 53"73       |                  |
| 2011 | Europei juniores | Tallinn        | 4x400 m     | 4ª         | 3'37"44     |                  |
| 2013 | Europei indoor   | Göteborg       | 400 m piani | Semifinale | 53"12       |                  |
| 2013 | Europei under 23 | Tampere        | 400 m piani | 6ª         | 52"52       |                  |
| 2013 | Europei under 23 | Tampere        | 4x100 m     | 4ª         | 44"18       |                  |
| 2013 | Mondiali         | Mosca          | 4x100 m     | Batteria   | 43"26       |                  |
| 2014 | Europei          | Zurigo         | 4×100 m     | Finale     | dnf         |                  |
| 2015 | Europei indoor   | Praga          | 400 m piani | Semifinale | 53"64       |                  |
| 2016 | Giochi olimpici  | Rio de Janeiro | 4x400 m     | Batteria   | 3'26"98     | Record nazionale |
| 2017 | World Relays     | Nassau         | 4×100 m     | 4ª         | 43"11       |                  |
| 2017 | Mondiali         | Londra         | 4x100 m     | 8ª         | 43"07       | [ 6 ]            |
| 2017 | Mondiali         | Londra         | 4x400 m     | Batteria   | dq          |                  |
| 2018 | Mondiali indoor  | Birmingham     | 400 m piani | Semifinale | 53"14       |                  |
| 2018 | Europei          | Berlino        | 400 m piani | 8ª         | 51"56       |                  |
| 2019 | World Relays     | Yokohama       | 4x400 m     | 9ª         | 3'30"07     |                  |